# Juan José Martínez (futbolista)
Juan José Martínez (San Miguel de Tucumán, Tucumán, 5 de julio de 1990) es un exfutbolista argentino que jugaba como volante.

## Trayectoria

### Atlético Tucumán
Martínez debutó con la camiseta de Atlético Tucumán en el 2010. Jugó en el decano hasta el año 2012.

### San Jorge
En el 2012 tuvo un breve paso por San Jorge. En 2015 volvió al club.

### San Martín de Monte Comán
En 2013 se mudó a Mendoza, para sumarse a San Martín de Monte Comán. En el equipo de San Rafael tuvo un paso corto.

### Lastenia
Volvió a Tucumán y se unió a Lastenia en el 2013. En la gloria jugó hasta el 2015.

### Almirante Brown
En 2016 llegó a Almirante Brown. Jugó en el equipo de Lules hasta el año 2017.

### Atlético Concepción
En el 2018 pasó a Atlético Concepción. Su primer paso por el equipo bandeño duró hasta el 2022. En 2024 volvió al club de la Banda del Río Salí.

### Sportivo Urquiza
En 2023 viajó a Paraná y se sumó a Sportivo Urquiza. En el equipo entrerriano disputó una temporada.

## Clubes
| Club                      | País      |
| ------------------------- | --------- |
| Atlético Tucumán          | Argentina |
| San Jorge                 | Argentina |
| San Martín de Monte Comán | Argentina |
| Lastenia                  | Argentina |
| Almirante Brown           | Argentina |
| Atlético Concepción       | Argentina |
| Sportivo Urquiza          | Argentina |